# Arthur Stevens
Arthur Victor Ghislain Stevens, pseudoniem: Graham, (Brussel, 6 juni 1825 – Heist, 14 september 1890) was een invloedrijk Belgisch kunsthandelaar, kunstcriticus en kunstadviseur uit de 19de eeuw.

## Korte biografie
Zijn vader was Jean François Léopold Stevens (1791-1837), zoon van Willem Jan Stevens, vrederechter te Puurs en militair die aan de oorlog op het Iberische schiereiland had deelgenomen en aide-de-camp was geweest van de Nederlandse koning Willem I tijdens de Slag bij Waterloo,
Zijn moeder was Cathérine Victoire Dufoy, dochter van de eigenaar van het Café de l'Amitié op het Koningsplein te Brussel, een hoofdstedelijke drankgelegenheid van hoge standing, waar tal van prominenten uit de diverse maatschappelijke groepen over de vloer kwamen.
Zijn beide oudere broers, Joseph Stevens (1816-1892) en Alfred Stevens (1823-1906) werden kunstschilder. Er was ook nog een zuster, Juliette (1818-1835).
Van de zijde van de beide ouders bestond er een stevige artistieke interesse. Vader Stevens was een groot bewonderaar van eigentijdse Franse kunstenaars zoals Théodore Géricault en Eugène Delacroix, alsook van de vernieuwers van het landschapgenre. Van moederszijde waren er de vele contacten met kunstenaars in het Café de l'Amitié.
Na de humaniora aan het Brussels atheneum ondernam Stevens heel wat reizen, vaak naar Parijs, waar zijn oudere broers zich ondertussen gevestigd hadden. Net als zij probeerde Stevens er carrière te maken. Hij stortte zich vlot en handig in het artistieke en het societyleven, volbracht talloze atelierbezoeken, sloot vriendschappen met tal van kunstenaars en hooggeplaatsten en verhandelde kunstwerken.
Zijn eerste huwelijk, in 1856 met Mathilde Kindt (1833-1886), dochter van een atheneumleraar uit Brussel en tijdens haar leven een populaire schrijfster (onder het pseudoniem "Jeanne Thilda"), liep spaak. Zij had in Parijs een literair salon tussen 1856 en 1886, waar zij de bekendste schrijvers uit die tijd ontving, zoals Émile Zola, Victor Hugo, Guy de Maupassant, Barbey d'Aurevilly, Paul Verlaine en Alexandre Dumas. Guy de Maupassant baseerde het personage Madame Forestier in zijn boek “Bel-Ami” op haar. Uit dit huwelijk werden er twee dochter geboren : Jeanne en Juliette Stevens, die beiden later ook in de kunstwereld zouden verzeilen. De Franse architect Robert Mallet-Stevens was zijn kleinzoon.
Na de schandaalsfeer rond de mislukking van zijn eerste huwelijk, vestigde Arthur Stevens zich opnieuw in België, nl. te Elsene, Lakenweversstraat 12.
Hij huwde een tweede maal, in 1871, met Elisa Collart, zuster van de kunstschilderes Marie Collart. Zij hadden één dochter, nl. Suzanne. Deze dochter zou later trouwen met de Belgische zakenman Adolphe Stoclet (zie: Stocletpaleis). Zij bouwden samen een zeer belangrijke collectie op van Vlaamse Primitieven en middeleeuwse kunst uit Italië..
Arthur Stevens overleed in zijn villa Elisa op de zeedijk te Heist op 14 september 1890.

## Kunsthandelaar
Als kunstadviseur en kunsthandelaar had hij heel wat invloed op verzamelaars. Hij gaf raad aan de Russische diplomaat, prins Alexander Michailowitsch Gortschakow, die hij te Stuttgart had leren kennen, aan de Franse staatsman, hertog Charles de Morny (halfbroer van keizer Napoleon III) en aan groothertogin Marie van Rusland.
Hij verdedigde met verve de zaak van de moderne Franse kunstenaars op de Belgische en op de buitenlandse markt: Théodore Rousseau, Jean François Millet, Eugène Delacroix, Camille Corot, Jules Dupré, Alexandre-Gabriel Decamps, Gustave Courbet, Charles-François Daubigny, Jean-Louis-Ernest Meissonier, Johan Barthold Jongkind en Édouard Manet ...
Zijn voorkeur ging duidelijk uit naar de naturalisten en de eerste generatie van impressionisten. We kennen voor België bij name de verzamelaars Jules van Praet (Brussels politicus en raadgever van koning Leopold II), baron Ch. Goethals en de bankier J.P. Bisschoffsheim, J.A. en V. Allard, J. Cardon, Kums, Vandeneynde, R. Warocqué (industrieel uit Henegouwen), Cattoir, P. Crabbe (over wiens verzameling Ch. Baudelaire ooit een prachtig stuk schreef).
Stevens adviseerde, via minister J. van Praet, regelmatig koning Leopold II, van wie hij werkelijk een vertrouwenspersoon was op het gebied van de schone kunsten. Hij vervulde zowat de rol van "conservator" van de kunstgalerij van Leopold II. Voor de vorst vervulde hij ook discrete diplomatieke missies.

## Kunstcriticus
Als criticus werkte hij mee aan Le Figaro onder het pseudoniem Graham (de familienaam van zijn schoonzus, de vrouw van Joseph Stevens). In 1863 verdedigde hij in zijn artikel Le salon de cette année het fel gecontesteerde werk Déjeuner sur l'herbe van Édouard Manet, dat geweigerd was voor het Salon en artistieke rellen uitlokte.